# Calma Aí, Coração
"Calma Aí, Coração" é o primeiro single de trabalho do álbum O Disco do Ano, do cantor e compositor maranhense Zeca Baleiro.
A canção foi composta por Zeca Baleiro em parceria com Hyldon, e produzida por Erico Theobaldo.
A versão ao vivo da canção, presente no álbum Calma Aí, Coração - Ao Vivo, foi indicada, em 2014, ao Grammy Latino de Melhor Canção Brasileira.

## Videoclipe
Dirigido por Fred Ouro Preto, o vídeo conta com a participação das atrizes Dani Moreno e Guta Magnani.
No vídeo, Zeca aparece em uma versão bem mais velha e ranzinza, vivendo no que parece ser uma casa de repouso para idosos.

## Prêmios e indicações
| Ano  | Prêmio        | Categoria                  | Indicação         | Resultado | Ref.        |
| ---- | ------------- | -------------------------- | ----------------- | --------- | ----------- |
| 2014 | Grammy Latino | "Melhor Canção Brasileira" | Calma Aí, Coração | Indicado  | [ 3 ] [ 6 ] |